# André Courrèges
André Courrèges (9. března 1923 Pau – 7. ledna 2016 Neuilly-sur-Seine) byl francouzský módní návrhář a designer.

## Životopis
Vystudoval stavební inženýrství a stavby mostů a ve věku 25 let odešel do Paříže, kde pracoval v módním domě Geanne Lafaurie. Po několika měsících přešel ke španělské společnosti Balenciaga, kde pracoval v letech 1950–1961 jako asistent Cristóbala Balenciagy, a získal zkušenosti v oblasti módního návrhářství. V roce 1961 otevřel společně se svou budoucí ženou Jaqueline Barrière vlastní podnik v Paříži na Avenue Kléber č. 48, odkud se později přesunul na adresu Rue François 1er č. 40. Od roku 1967 se zaměřil na tři oblasti: Prototype (masová konfekce), Couture Future (haute couture) a Hyperbole (prêt-à-porter). V roce 1972 vybavil francouzské sportovce na letních olympijských hrách v Mnichově. Od roku 1973 navrhoval také pánskou módu a roku 1974 otevřel obchod v New Yorku, přičemž následovala zastoupení v dalších světových metropolích. V roce 1984 koupil japonskou skupinu Itokin. Od roku 1993 realizuje Courrègesovy kolekce Jean-Charles de Castelbajac.

## Architektura a design
Na přelomu 70. a 80. let vytvořil André Courrèges pro německého výrobce sanitární techniky Keramag sérii výrobků jako např. toaletní mísy a umyvadla. Série Courrèges se vyráběla až do roku 2008. I přes velký úspěch byla výroba zastavena, neboť se André Courrèges a firma Keramag nemohli shodnout na výši licenčních poplatků.